# نزع سلاح ليبيا

ليبيا باللون الأخضر.

حُلت قضية نزع السلاح الليبي سلميًا في ديسمبر عام 2003 عندما وافق الزعيم الليبي معمر القذافي على التخلص من برنامج أسلحة الدمار الشامل في بلاده، بما في ذلك برنامج الأسلحة النووية الذي بلغ عمره عقودًا.
في عام 1968، وقعت ليبيا على معاهدة الحد من انتشار الأسلحة النووية، وأُبرمت المعاهدة عام 1975، وعقدت اتفاقية الحماية عام 1980. على الرغم من التزام ليبيا بمعاهدة الحد من انتشار الأسلحة النووية، أشارت تقارير إلى أن معمر القذافي رئيس ليبيا أجرى محاولات فاشلة لصنع أسلحة نووية أو دخل في اتفاقية شراء سلاح نووي من الدول النووية.
بذل القذافي في السبعينيات والثمانينيات من القرن العشرين محاولات عديدةً بهدف تسريع تحقيق طموحاته التي يسعى إليها في إنشاء برنامج أسلحة نووية فعال، مستخدمًا مصادر السوق السوداء النووية. ولكن بعد نهاية الحرب الباردة عام 1991، سعى القذافي إلى حل أزمات ليبيا النووية مع الولايات المتحدة بهدف رفع العقوبات المفروضة على البلاد، وأقر أخيرًا بالتراجع عن برنامج ليبيا لأسلحة الدمار الشامل في 19 ديسمبر عام 2003.
بدءًا من عام 2013، بقي أكثر من 800 طن من مكونات الأسلحة الكيميائية بحاجة للتدمير. في فبراير عام 2014، أعلنت الحكومة الليبية الجديدة أنها انتهت من تدمير كامل مخزون ليبيا القديم المتبقي من الأسلحة الكيميائية. وكان من المقرر أن يكتمل تدمير مكونات الأسلحة الكيميائية بحلول عام 2016.

## الأحداث السابقة
وفقًا لدبلوماسيّ حكومة كلينتون مارتين إنديك، سعى معمر القذافي إلى الحصول على المزيد من الاحترام منذ بداية رئاسة بيل كلينتون في أوائل التسعينيات من القرن العشرين. ووفقًا لمقال كتبه إنديك عام 2004، تخلى القذافي بحلول التسعينيات عن دعم مختلف الحركات العربية والإفريقية، وبدلًا من ذلك، بدأ التركيز على رفع العقوبات المفروضة على ليبيا. وذكر إنديك أن القذافي عرض التخلي عن أسلحة الدمار الشامل وفتح منشآته للتفتيش عام 1999 في محادثات سرية أُجريت آنذاك مع حكومة بيل كلينتون.
وفقًا لوزير خارجية القذافي السابق عبد الرحمن شلقم، فإن السبب الذي دفع القذافي في النهاية إلى التخلي عن أسلحة الدمار الشامل وبرنامج الأسلحة النووية كان رسالةً مسجلةً عام 2001 من رئيس الولايات المتحدة جورج دبليو بوش، أخبرت القذافي أنه «إما أن تتخلص من أسلحة الدمار الشامل أو أن الولايات المتحدة سوف تدمرها بنفسها وتدمر كل شيء دون مناقشة». بدأ المسؤولون الليبيون بإجراء اجتماعات سرية مع المسؤولين البريطانيين والروسيين والأمريكيين لتفكيك البرنامج رسميًا.
في مارس عام 2003 -قبل أيام من غزو العراق- اتصل مبعوثو القذافي الشخصيون بالرئيس الأمريكي جورج دبليو بوش والرئيس الروسي فلاديمير بوتين ورئيس الوزراء البريطاني توني بلير وتحدثوا بشأن استعداد ليبيا لتفكيك برنامجها النووي. بعد ذلك، وبتوجيه من القذافي، زود المسؤولون الليبيون الدبلوماسيين البريطانيين والروسيين والأمريكيين بوثائق وتفاصيل إضافيةً حول أنشطة ليبيا الكيميائية والحيوية والنووية، وحول الصواريخ الباليستية. بحسب ما ورد، سمحت ليبيا للمسؤولين الروسيين والأمريكيين والبريطانيين بزيارة 10 مواقع كانت سريةً، وعشرات المختبرات والمعامل العسكرية الليبية للبحث عن أدلة على الأنشطة المتعلقة بدورة الوقود النووي والبرامج الكيميائية والصاروخية.
في أكتوبر عام 2003، داهمت وكالات الاستخبارات الأمريكية سفينة حمولة وصادرت شحنة من المعدات المتعلقة بأجهزة الطرد المركزي في ميناء شمال البحر الأبيض المتوسط كانت متجهة إلى ليبيا. كشفت التحقيقات الأمريكية أن العديد من هذه المكونات صُنعت بواسطة منشأة سكومي للهندسة الدقيقة في ماليزيا، وأُنتجت بتوجيه فني من الدكتور عبد القدير خان ومجموعة من المواطنين من المملكة المتحدة وألمانيا وسويسرا. بعد أن أصبحت الأخبار علنية، هدأت الطموحات النووية الليبية وأُحبطت.

## نزع السلاح
أدان الزعيم الليبي معمر القذافي اعتداءات 11 سبتمبر عام 2001 في الولايات المتحدة بعد الرد العسكري الأمريكي بالحرب في أفغانستان، سعى القذافي بشكل متزايد لجعل العلاقات مع الولايات المتحدة طبيعية، مركزًا في البداية على رفع العقوبات الأمريكية عن ليبيا. في 19 ديسمبر 2003، أصدر القذافي إعلانًا مفاجئًا أخبر فيه عن نيته لتفكيك برامج أسلحة الدمار الشامل الليبية. نُقل عن وزراء الخارجية الليبية «إن ليبيا اشترت مكونات نووية من مختلف تجار السوق السوداء»، وقدمت التصاميم المختلفة لأجهزة الطرد المركزي للمسؤولين الأمريكيين وأعطت أسماء مزوديها.
من بين قائمة المزودين، كان لعبد القدير خان دور ملحوظ، وهو عالم بارز ومشهور في باكستان. أدت الأحداث في ليبيا إلى استخلاص المعلومات عن عبد القدير خان عام 2004 من قبل حكومة باكستان، في حين ألقت الولايات المتحدة -بمساعدة الوكالة الدولية للطاقة الذرية (آي إيه إي إيه) والإنتربول- القبض على رئيس البرنامج النووي الليبي السابق والسويسري فريدريش تينر في سويسرا. في 22 يناير عام 2004، حملت طائرات النقل العسكري الأمريكية نحو 55000 باوند (25000 كيلوجرام) من الوثائق والمعدات المتعلقة ببرامج ليبيا للصواريخ النووية والبالستية إلى مختبر أوك ردج الوطني (أورنل) في ولاية تينيسي. في مارس 2004، شُحن أكثر من 1000 جهاز إضافي من أجهزة الطرد المركزي وأجزاء الصواريخ خارج ليبيا.
في وقت نزع سلاح ليبيا النووي، كان برنامجها النووي في المراحل الباكرة جدًا من التطور. صرح المدير العام للوكالة الدولية للطاقة الذرية محمد البرادعي لوسائل الإعلام بأن حدسه يخبره أن ليبيا كانت على بُعد ثلاث إلى سبع سنوات من صنع سلاح نووي بنجاح.

## النتائج
أشاد الكثيرون في الغرب بقرار ليبيا، ولكنه انتُقد من الكثيرين في العالم العربي. عام 2004، صرحت بولا دي سوتر مساعدة وزير الخارجية الأمريكي آنذاك للحد من التسلح والتحقق والالتزام قائلة: «نريد تعلم الدروس من نزع السلاح في ليبيا، لأننا نريد أن تكون ليبيا مثالًا يُحتذى به للدول الأخرى». يأمل بعض السياسيين والدبلوماسيين البارزين أن تقرر إيران وكوريا الشمالية وسوريا اتباع النموذج الليبي لنزع السلاح. صرح القذافي بأن الغرب طلب منه في عدة مناسبات أن ينصح إيران وكوريا الشمالية بالتخلي عن برامج أسلحتهما النووية. في المقابل، انتقد العديد من المشاركين في قناة الجزيرة القذافي لموافقته على نزع السلاح بعد أيام فقط من اتخاذه لقراره. وتعرض القذافي لانتقادات من بعض العرب لمنح إسرائيل حدودًا إستراتيجية أقوى في المنطقة، وإعطاء الشرعية للمعتقد الأمريكي بإجراء ضربة استباقية، وعدم حصوله على تنازلات أمنية لليبيا والعالم العربي مقابل نزع السلاح.
ردًا على ذلك، أعلنت الحكومة الليبية وأنصارها أن ليبيا عادت إلى المجتمع الدولي، وحصلت على مقعد مؤقت في مجلس الأمن التابع للأمم المتحدة، ووفرت بعض المال لأنها تخلت عن برنامجها للأسلحة النووية. وبالمثل -في مقابلة مع جريدة الشرق الأوسط- صرح نجل القذافي سيف الإسلام بأن الولايات المتحدة عرضت ضمانات أمنية لليبيا مقابل تفكيك برنامجها النووي، وأنه يتوقع اتفاقيات تعاون عسكري وأمني مع الولايات المتحدة في المستقبل.
في النهاية أُصيب القذافي بخيبة أمل من الأشياء التي قدمها الغرب لليبيا. واعتبرها مكافأةً ضئيلةً للغاية لليبيا مقابل تخليها عن برنامج أسلحتها النووية. وكان القذافي أيضًا غير راضٍ عن بطء الولايات المتحدة في تسوية العلاقات مع ليبيا والضغط على إسرائيل لنزع السلاح النووي. ووفقًا لنجل القذافي سيف، كان هذا أحد الأسباب الرئيسية وراء تعليق القذافي مؤقتًا شحن اليورانيوم الليبي المخصب إلى الخارج في عام 2009 كما وعد عام 2003. أراد القذافي استخدام بقايا برنامجه للأسلحة النووية لكسب المزيد من النفوذ.